# Латибодиер, Джоэл
Джо́эл О́уэн Латибо́диер (англ. Joel Owen Latibeaudiere; род. 6 января 2000, Донкастер) — ямайский и английский футболист, защитник клуба «Ковентри Сити» и сборной Ямайки.

## Клубная карьера
Джоэл — воспитанник юношеской академии «Манчестер Сити».
Перед началом сезона 2019/20 отправился в аренду в нидерландский клуб «Твенте». 19 октября дебютировал за клуб в матче высшего дивизиона чемпионата Нидерландов против «Виллем II (футбольный клуб)».

## Карьера в сборной
18 февраля 2016 года дебютировал в составе национальной сборной Англии до 16 лет в матче против сверстников из Чехии.
28 сентября 2016 года дебютировал в сборной Англии до 17 лет в матче против Хорватии. В 2017 году в составе сборной принял участие в чемпионате Европы (дошёл до финала) и чемпионате мира. На чемпионате мира в Индии был капитаном сборной Англии.

## Достижения
Сборная Англии (до 17 лет)
- Победитель чемпионата мира (до 17 лет): 2017